# اوزوق آرال (شهرستان سوقلوق)
اوزوق آرال (به لاتین: Alysky Aral) یک منطقهٔ مسکونی در قرقیزستان است که در شهرستان سوقلوق واقع شده‌است. اوزوق آرال ۳۲۳ نفر جمعیت دارد و ۶۷۸ متر بالاتر از سطح دریا واقع شده‌است.